# E! Entertainment
E! Entertainment − kanał emitujący programy informacyjne oraz magazyny poświęcone szeroko pojętej rozrywce (film, muzyka i show-biznes). Jest dostępny w 120 krajach świata. E! Entertainment był dostępny w Polsce już w latach 1999–2002 dla abonentów Wizji TV. Powrócił do Polski 6 lutego 2007 na platformie Cyfrowy Polsat. Stacja transmituje m.in.: gale wręczania Oscarów, nagród Grammy i Emmy oraz inne imprezy kulturalne. Kanał można oglądać w ofercie cyfrowej Multimedia Polska i w Cyfrowym Polsacie. E! Entertainment dociera do 600 milionów domów na całym świecie.
Producentem kanału jest E! Networks.

## E! Entertainment HD
E! Entertainment HD to wersja kanału w wysokiej rozdzielczości. Stacja uruchomiona została 24 grudnia 2011 roku, posiada ramówkę identyczną jak stacja podstawowa. 
W Polsce dostępna jest od 29 maja 2013, kiedy to dołączyła ją do swojej oferty sieć kablowa East & West. Od 1 kwietnia 2017 dostępna jest w platformach: Platforma Canal+, Polsat Box, oraz Orange TV. Wersja SD została wyłączona.

## Logo
| Lata                             | Opis | Logo |
| -------------------------------- | --- | ---- |
| 2 kwietnia 1999 – 28 lutego 2002 | Czerwona litera „E” znalazła się w formie wykrzyknika. Tło wykrzyknika było czarne.                                                  |      |
| 1 lutego 2007 – 23 września 2012 | Logo podobne do poprzedniego, z tym że tło wykrzyknika było czerwone, a litera E była biała.                                         |      |
| od 24 września 2012              | Logo podobne do poprzedniego, z tym że tło wykrzyknika zostało zlikwidowane, a napis „E” i kropka pod „E” została w kolorze czarnym. |      |